# Nebo so mnoj
Nebo so mnoj (Небо со мной) è un film del 1974 diretto da Valerij Jakovlevič Lonskoj.

## Trama
Il pilota collaudatore Ivan Gribov fu gravemente ferito in battaglia, catturato e fuggito dal campo. Dopo la guerra, tornò nella sua città e apprese che sua moglie lo aveva seppellito, si era sposato e viveva bene. Ha smesso di volare, si è sposato e ha cercato di non pensare al cielo.